# Ángel de mi vida
Ángel de mi vida es una película colombiana de 2021 dirigida por Yuldor Gutiérrez y protagonizada por Viña Machado y Junior Polo. Fue estrenada oficialmente el 15 de julio de 2021 luego de participar en eventos como el Colombian Film Festival de Nueva York y el Festival Internacional de Cine de Cartagena, ambos en 2020. Basada en hechos reales, relata la lucha de un niño con discapacidad cognitiva por convertirse en un atleta de élite.

## Sinopsis
Ángel es un niño con discapacidad intelectual que entrena incansablemente para convertirse en un atleta de élite. Aunque sueña con ser el mejor, su principal motivación es lograr la aprobación de su padre, una gloria del deporte endurecido por los títulos que consiguió durante su carrera y que no logra una relación estrecha con su hijo.

## Reparto
- Viña Machado es Yolanda
- Junior Polo es Ángel
- Braian V. Aburaad es José Santos
- Alfredo Pérez es Abimael
- Santiago Molina es Álvaro
- Carlos José Vives
- Nicolas Vives